# Gregory S. Hooper
 (août 2025).
Motif : Aucune source attestant de la notoriété de la personne.
- Archive Wikiwix
- Bing
- Cairn
- DuckDuckGo
- E. Universalis
- Gallica
- Google
- G. Books
- G. News
- G. Scholar
- Persée
- Qwant
- (zh) Baidu
- (ru) Yandex
- (wd) trouver des œuvres sur Wikidata

| 1. | Préciser le motif de la pose du bandeau. | Précisez le motif de la pose du bandeau en utilisant la syntaxe suivante : {{admissibilité à vérifier\|date=août 2025\|motif=remplacez ce texte par le motif}}                         |
| 2. | Informer les utilisateurs concernés.     | Pensez à avertir le créateur de l'article, par exemple, en insérant le code ci-dessous sur sa page de discussion : {{subst:avertissement admissibilité à vérifier\|Gregory S. Hooper}} |

Gregory S. Hooper est un directeur artistique américain né le 19 février 1967.

## Filmographie sélective
- 2000 : U-571 de Jonathan Mostow
- 2005 : L'Affaire Josey Aimes de Niki Caro
- 2005 : Braqueurs amateurs de Dean Parisot
- 2007 : Dans la vallée d'Elah de Paul Haggis
- 2010 : Les Trois Prochains Jours (The Next Three Days) de Paul Haggis
- 2010 : Freddy : Les Griffes de la nuit de Samuel Bayer
- 2010 : Inception de Christopher Nolan
- 2011 : The Artist de Michel Hazanavicius
- 2011 : Le Stratège de Bennett Miller
- 2016 : Passengers de Morten Tyldum
- 2016 : Batman v Superman : L'Aube de la justice de Zack Snyder
- 2018 : Un raccourci dans le temps (A Wrinkle in Time) de Ava DuVernay
- 2018 : Venom de Ruben Fleischer
- 2019 : Above Suspicion de Phillip Noyce